# Endeavour (crater)

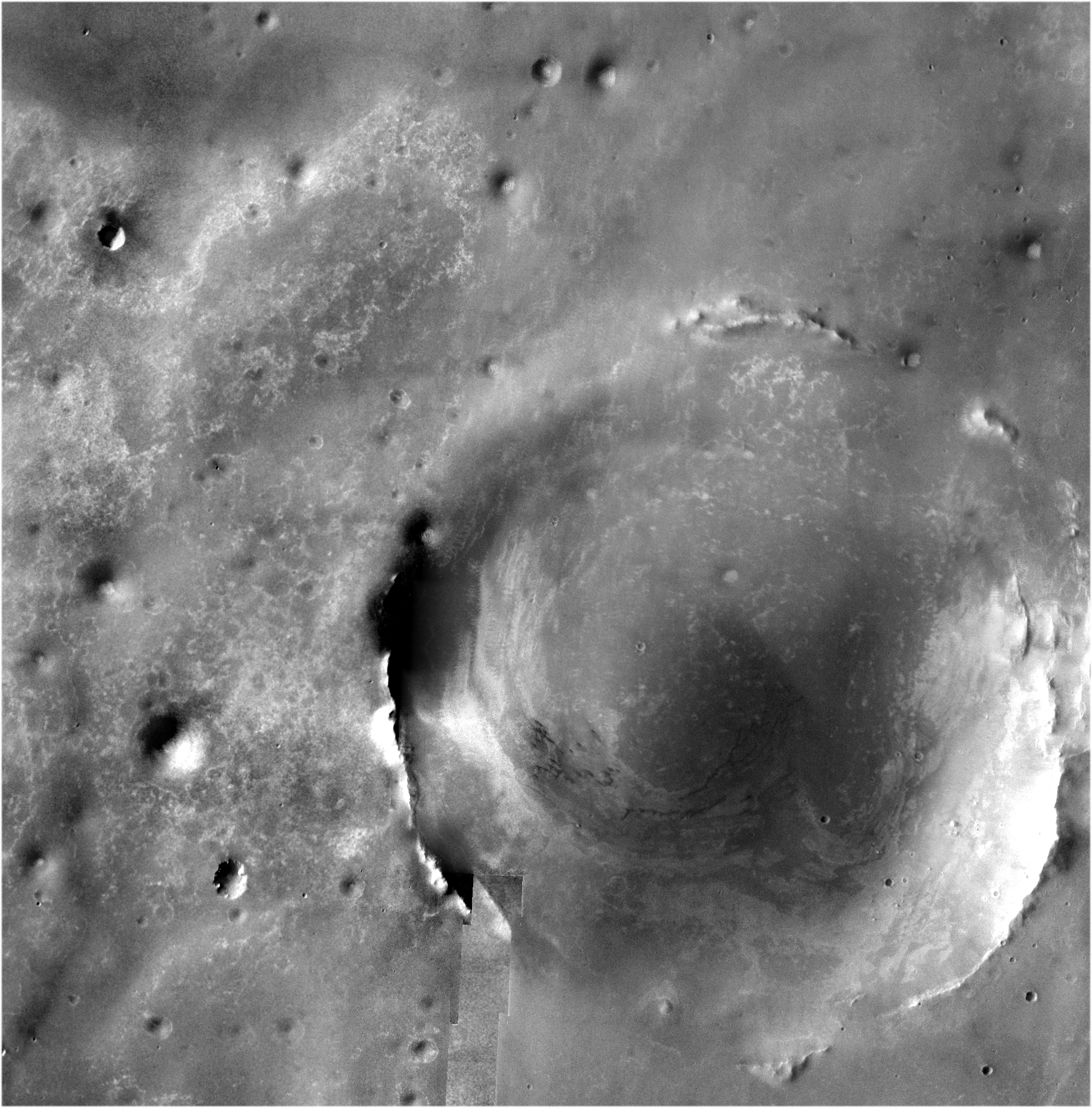
Craterul văzut de pe Mars Reconnaissance Orbiter

Endeavour este un crater situat pe planeta Marte, în platoul Meridiani la coordonatele 2.28°S, 5.23°E. Are un diametru de 22 km.
Cercetarea cu ajutorul lui Mars Reconnaissance Orbiter a arătat că la suprafața craterului se află un mineral numit phyllosilicate. Acest mineral sa format într-un mediu umed acid în perioada timpurie a lui Marte. Ieșirile la suprafață acestui mineral sunt prezente în părțile de nord, est și sud-vest a craterului. 
Endeavour după formă amintește craterul Victoria, la fel situat pe planeta roșie. Spre deosebire de craterele din împrejurimi Endeavour conține mai mult bazalt și hematit. În interiorul craterului există două dune. Fotografiile realizate MR Orbiter din 2008, au observat unele schimbări în topografia craterului în ultimii 2 - 3 ani, cauza acestor schimbări poate fi eroziunea marțiană a solului prin vânt. La suprafața câmpiilor din jur a fost găsit sulfat. 
Vehiculul spațial Opportunity a început călătoria către Endeavour în august 2008, marginea craterului a fost vizibilă deja la 7 martie 2009, vehiculul a ajuns la 9 august 2011. În luna decembrie 2011, Opportunity a descoperit un filon de ghips, ieșind din pământ de-a lungul marginii craterului. Studiile au confirmat faptul că miezul conține calciu, sulf și apă. Această compoziție este caracteristică ghipsului. Cel mai probabil, acest nucleu sa format sub influența apei bogate în minerale care curgea prin fisurile din stâncă. Filonului i-a fost dat numele Homestake.